# Лёгкая атлетика на летних Олимпийских играх 1900 — тройной прыжок с места
Соревнования по тройному прыжку с места среди мужчин на летних Олимпийских играх 1900 прошли 16 июля. Приняли участие десять спортсменов из четырёх стран.

## Призёры
| Золото      | Серебро            | Бронза             |
| Рей Юри США | Ирвинг Бакстер США | Роберт Гарретт США |

## Соревнование
| Место | Спортсмен               | Результат  |
| ----- | ----------------------- | ---------- |
| 1     | Рей Юри (USA)           | 10,58 м OR |
| 2     | Ирвинг Бакстер (USA)    | 9,96 м     |
| 3     | Роберт Гарретт (USA)    | 9,50 м     |
| 4     | Льюис Шелдон (USA)      | 9,46 м     |
| 5-10  | Фрэнк Джарвис (USA)     | Неизвестен |
| 5-10  | Паль Коппан (HUN)       | Неизвестен |
| 5-10  | Джон Маклин (USA)       | Неизвестен |
| 5-10  | Дэниел Хортон (USA)     | Неизвестен |
| 5-10  | Карл Штааф (SWE)        | Неизвестен |
| 5-10  | Вальдемар Штеффен (GER) | Неизвестен |